# Шланга
Шланга — село в Дрожжановском районе Татарстана. Административный центр и единственный населённый пункт Шланговского сельского поселения.

## География
Находится в юго-западной части Татарстана, приблизительно в 13 км на северо-запад от районного центра села Старое Дрожжаное, на расстоянии менее 1 км от границы с Чувашией и от национального парка «Чаваш Вармане».

## История
Известно с 1665—1667 годов.
В «Списке населенных мест по сведениям 1859 года», изданном в 1863 году, населённый пункт упомянут как лашманская деревня Бистюрлеев враг (Шеланга) 1-го стана Буинского уезда Симбирской губернии. Располагалась на левом берегу вершины реки Малой Бездны, по правую сторону коммерческого тракта из Буинска в Алатырь, в 60 верстах от уездного города Буинска и в 32 верстах от становой квартиры во владельческой деревне Малая Цыльна. В деревне, в 78 дворах проживали 909 человек (466 мужчин и 443 женщины), была мечеть.
В начале XX века действовали 3 мечети и 3 медресе.

## Население
В селе числилось в 1859 году — 909 человек, в 1897—1363, в 1913—1980, в 1920—2009, в 1926—2044, в 1938—2074, в 1949—1659, в 1958—1537, в 1970—1981, в 1979—1475, в 1989—846.
| 2002 | 2012 | 2013 | 2014 | 2015 | 2016 | 2017 |
| ---- | ---- | ---- | ---- | ---- | ---- | ---- |
| 792  | ↘757 | ↘747 | ↘728 | ↘714 | ↘703 | ↘691 |

Национальный состав: татары — 99 % (2002 г.).